# Йордаке, Лариса
Лариса Андреа Йордаке (рум. Larisa Andreea Iordache; род. 19 июня 1996, Бухарест, Румыния) — румынская гимнастка. Пятикратная чемпионка и многократный призёр чемпионатов Европы по спортивной гимнастике. Бронзовый призёр Олимпийских игр 2012 года в Лондоне в командном первенстве.

## Биография
Лариса Йордаке родилась в Бухаресте, Румыния, где она живёт и по сей день. Её мать, Адриана Йордаке, была гандболисткой, а отец играл в футбол. У неё есть старший брат по имени Рэзван, который также играет в футбол. Йордаке начала заниматься гимнастикой после того, как её первый тренер, Мариана Кампеану-Силиштяну, заметила её катанием на роликах. Кампеану-Силиштяну попросила её мать отдать её на занятия по гимнастике и хотя её мать поначалу сопротивлялась, Лариса начала заниматься гимнастикой в возрасте пяти лет.
В Румынии 16-летнюю Ларису Йордаке называют новой Надей Команечи.

## Карьера

### 2010
Первым крупным международным турниром Йордаке был Чемпионат Европы среди юниоров 2010 в Бирмингеме, Великобритания. Она завоевала бронзовую медаль в многоборье, уступив россиянкам Виктории Комовой и Анастасии Гришиной, также завоевала золотую медаль в вольных упражнениях поделив одинаковые баллы с Анастасией Гришиной и серебряную медаль на бревне.

### 2011
В июле Йордаке участвовала в Европейском юношеском Олимпийском фестивале 2011, завоевала золото в многоборье, бревне и в вольных упражнениях, также серебро в команде, в опорном прыжке и на брусьях.

### 2012

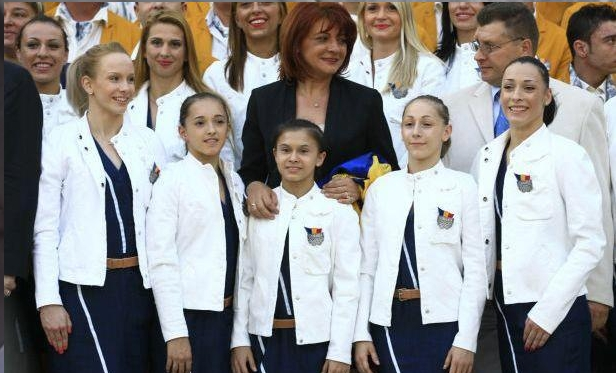
Лариса Йордаке с Олимпийской командой Румынии, 2012 г.

Перед Олимпийскими играми в Лондоне у Ларисы Йордаке в левой ноге развилось болезненное воспаление под названием плантарный фасциит, что снизило шансы на успешное выступление в командных соревнованиях сборной Румынии, завоевавшей в мае на Чемпионате Европы золотую медаль. Точнее, у Ларисы нога болела и раньше; несмотря на лечение, боль не прекращалась, и уже в Лондоне она прошла МРТ, которая выявила плантарный фасциит. Также под вопросом было, будет ли Лариса выступать в командном финале во всех четырёх видах, без чего невозможно квалифицироваться и в соревнования по личному первенству.
В 2012 году награждена орденом «За спортивные заслуги» III степени I типа.

### 2013
На кубке мира 2013 года, заняла второе место в опорном прыжке и седьмое на брусьях, также заняла первое на бревне и второе в вольных упражнениях.
На чемпионате Европы 2013, завоевала золото на бревне, а также серебро в многоборье, опорном прыжке и в вольных упражнениях.
На чемпионате мира 2013, завоевала бронзу в вольных упражнениях, также 4-е место в многоборье и 7-е на бревне.

### 2014

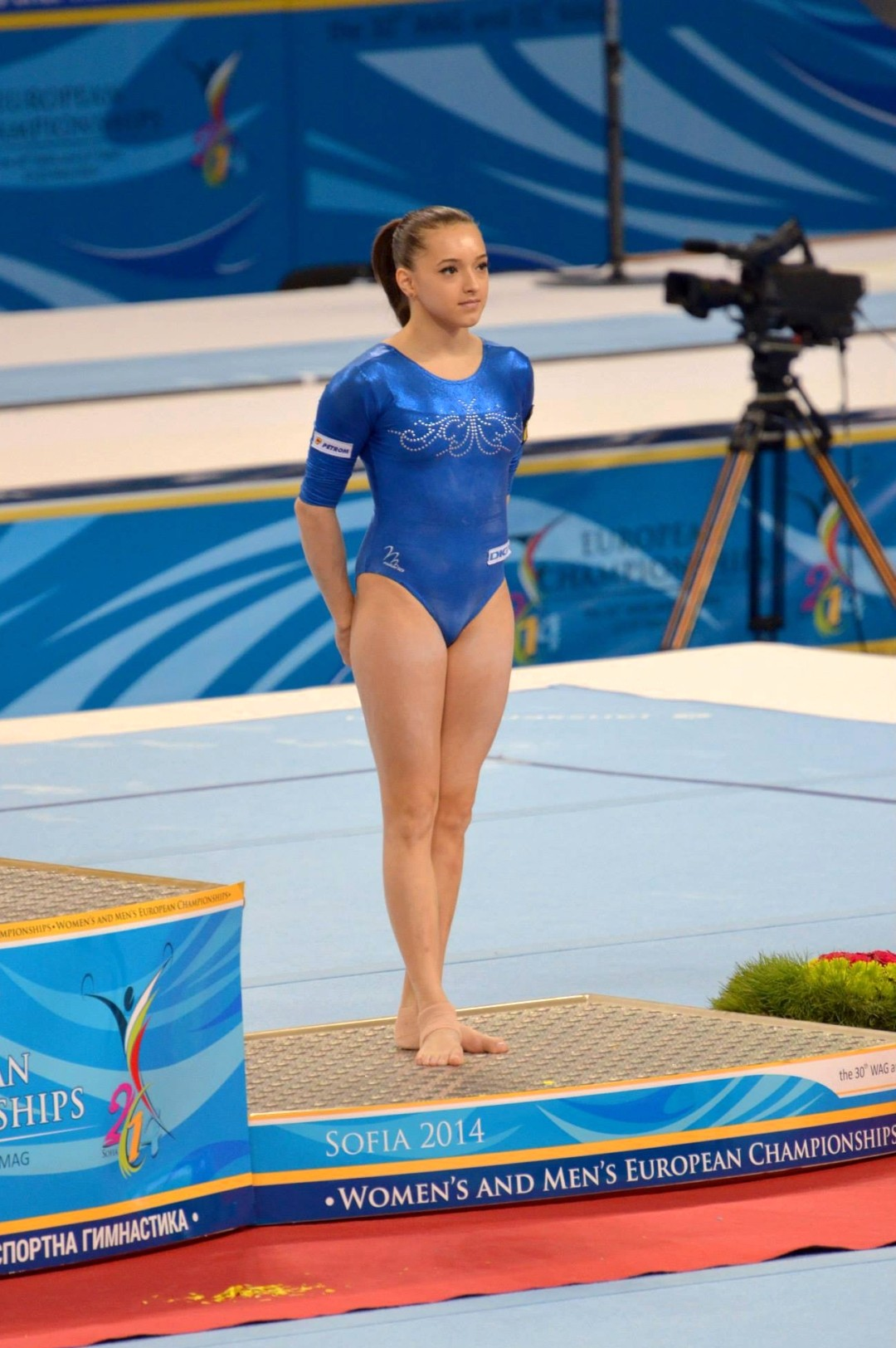
На чемпионате Европы 2014

На чемпионате Европы 2014, завоевала золотые медали в команде и в вольных упражнениях, также серебро на бревне и бронзу в опорном прыжке и 6-е место на брусьях.
На чемпионате мира 2014, завоевала серебряные медали в многоборье и в вольных упражнениях, также 4-е место в команде и 5-е на бревне.

### 2015
Должна была выступить на кубке мира в Дохе и Котбусе, но снялась из-за травмы лодыжки. Позже она отказалась от участия в чемпионате Европы 2015 года из-за той же травмы. Ей также пришлось пропустить Европейские игры 2015 года из-за школьных экзаменов.
Йордаке была выбрана для участия в чемпионате мира 2015 года вместе с Дианой Булимар, Аной Марией Околишан, Лаурой Журка, Сильвией Зарзу и Каталиной Понор. Но Понор отказалась от соревнований после операции, её заменила Андрея Иридон. Румынская команда заняла 13-е место, что означает, что они не прошли квалификацию на Олимпийские игры 2016 года. Йордаке была шестнадцатой в многоборье в квалификационном раунде, но в финале многоборья она завоевала бронзовую медаль.

### 2016
На Олимпийские игры 2016 у женской сборной Румынии была всего лишь одна лицензия. Национальное первенство должно было определить кто получит право на одну единственную путёвку в Рио. Йордаке приняла участие в чемпионате Румынии, но проиграла вернувшейся в большой спорт Каталине Понор.

### 2017
В следующем сезоне, оправившись после перелома пальца ноги, Йордаке перезапустила свою карьеру. Она успешно выступила в серии этапов Кубка мира, а на домашнем чемпионате Европы 2017 в Клуж-Напока она завоевала бронзу в упражнении на бревне. В преддверии чемпионата мира румынка была в числе основных претендентов на медали, но получила серьёзную травму на разминке перед вольными упражнениями в квалификации. Восстановление заняло два года. Йордаке объявила, что вернулась к тренировкам под руководством легендарного тренерского дуэта Октавиана Беллы и Марианы Битанг, но врачи пока не готовы дать ей разрешение на полноценное возвращение в большой спорт. Возвращение состоялось на чемпионате Европы 2020 в турецком Мерсине, где Лариса завоевала золото на бревне и серебро на вольных упражнениях и опорном прыжке.
В 2017 году награждена орденом «За спортивные заслуги» III степени II типа.

### 2018-2019
В июне 2018 года Йордаке сообщила румынским СМИ, что её восстановление идёт медленно и что вероятность её возвращения в гимнастику составляет 50%. В сентябре 2018 года Лариса отправилась в Вену, Австрия, чтобы сделать третью операцию на ахилловом сухожилии. В январе 2019 года ей сказали, что она может начать тренировки в полную силу, и Лариса официально объявила о своём возвращении в спортивную гимнастику.

### 2020
В конце октября 2020 года Йордаке сообщила в Твиттере, что у неё был положительный результат на COVID-19, что вынудило её отказаться от контрольной встречи, которая стала бы её первым соревнованием за три года. В ноябре на чемпионате Румынии, заняла 4-е место в многоборье. Однако, поскольку она не участвовала в соревнованиях за свою команду, а вместо этого участвовала в соревнованиях как частное лицо, ей не позволили занять место в рейтинге. Она всё ещё участвовала в упражнениях на разновысоких брусьях и бревне, и если бы она имела право, то выиграла бы золото на разновысоких брусьях и серебро на бревне. Вскоре после этого она была включена в команду Румынии на чемпионат Европы 2020.
На чемпионате Европы 2020, завоевала золотые медали на бревне и в вольных упражнениях, также серебряные медали в команде и многоборье, также 4-е место на брусьях.

### 2021
На чемпионате Европы 2021 года, было её последним шансом претендовать на Олимпийские игры 2020 в Токио. В квалификационном раунде она заняла четвёртое место в многоборье и успешно квалифицировалась на Олимпийские игры. Она также заняла первое место в финале на бревне и шестое место в вольных упражнениях. Позже она снялась с финала многоборья из-за инфекции почек, которая потребовала госпитализации. Ей пришлось взять двухнедельный перерыв в тренировках, как только её выписали из больницы.
На Олимпийских играх 2020 было объявлено, что она будет соревноваться только на бревне из-за травмы лодыжки. В квалификации на бревне была 4-й. Однако снялась с финала из-за травмы лодыжки.
Позднее объявила о своём уходе из большого спорта, в связи с невозможностью продолжать карьеру по состоянию здоровья, и о планах вернуться в зал в качестве тренера.